# الخاندرو رودریگز جونیور
الخاندرو رودریگز جونیور (انگلیسی: Alejandro Rodriguez Jr؛ زادهٔ ۲۱ مارس ۱۹۹۳) بازیکن فوتبال اهل ایالات متحده آمریکا است.